# Jūraku-ji

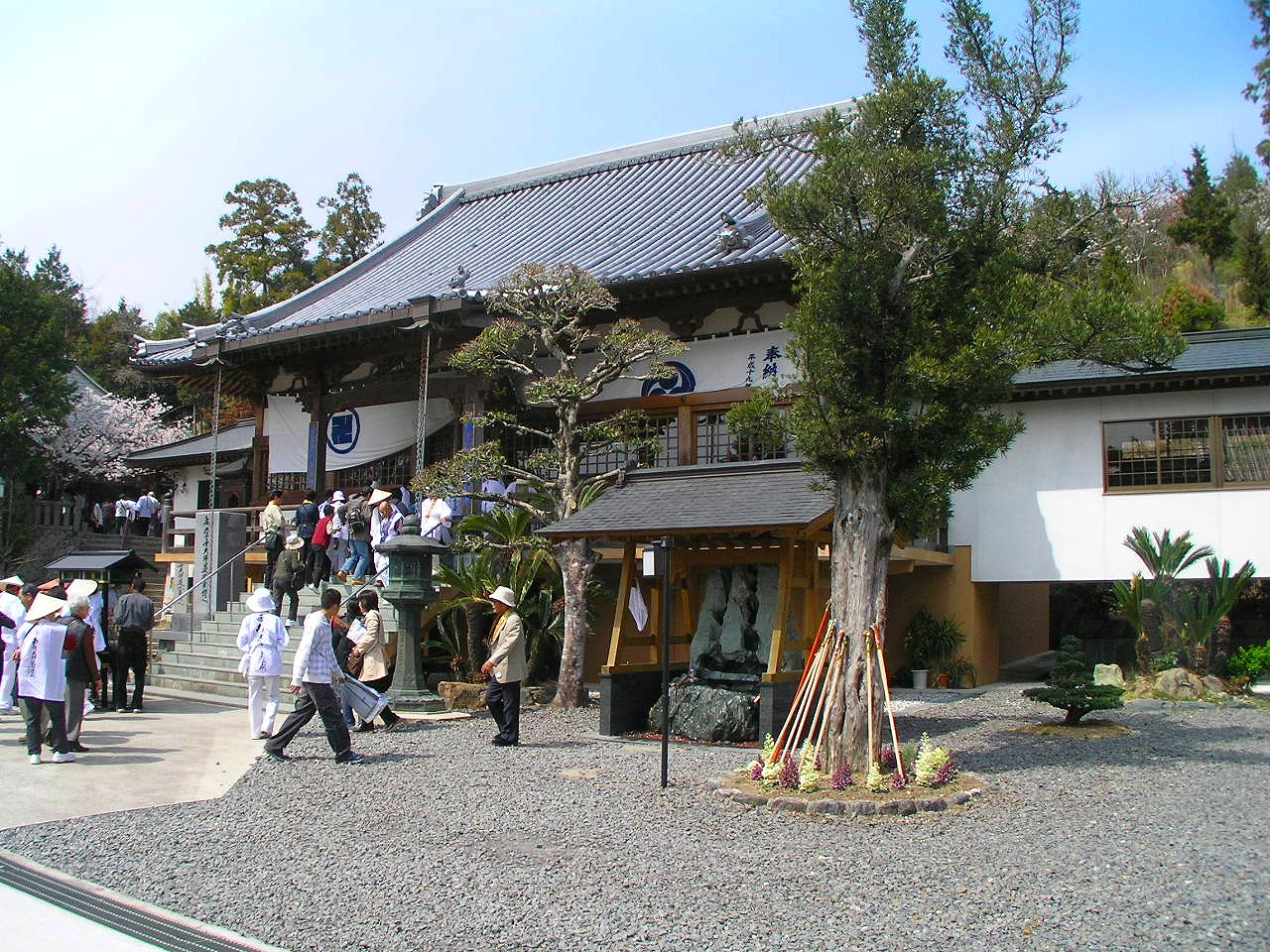
Haupthalle

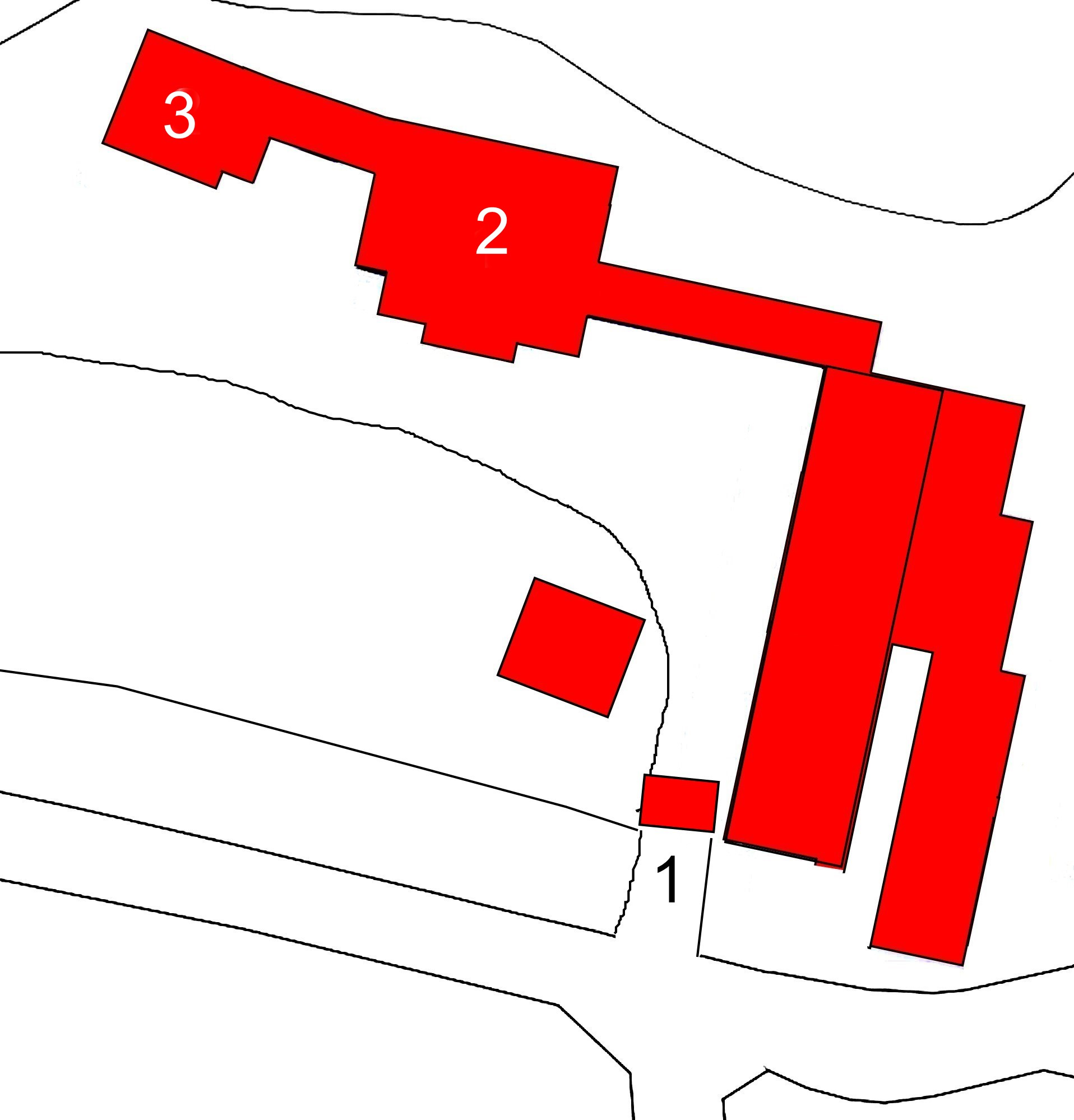
Plan der Tempelanlage

Der Jūraku-ji (japanisch 十楽寺) mit den Go Kōmyōzan (光明山) und Rengein (蓮華院) in Awa in der Präfektur Tokushima ist ein Tempel, der zur Shingon-Richtung des Buddhismus gehört. In der traditionellen Zählung ist er der siebte Tempel des Shikoku-Pilgerwegs.

## Geschichte
Der Tempel wurde wahrscheinlich zunächst 3 Kilometer nördlich auf der Dōgahara-(堂ケ原)-Ebene angelegt. Während der Daidō-Ära (806–810) soll Priester Kūkai in diese Gegend gekommen sein, der eine Amida-Buddha-Figur, die er selbst geschnitzt hatte, stiftete, die zur Hauptkultfigur wurde. Bei dieser Gelegenheit soll Kūkai den Menschen, die vielerlei Leiden unterworfen sind, denen sie nicht entgehen können, dem Tempel den zehnfache Hoffnung verkündenden Namen „Kōmei Jūraku-ji“ gegeben haben. Der Tempel wurde dann zu einer Anlage im großen Stil als „Shichidō garan“ (七堂伽藍) erweitert.
1528 wurde die Tempelanlage durch Truppen des Chōsokabe Motochika zerstört. Die rechtzeitig an andere Stelle verbrachte Hauptkultfigur soll glücklicherweise dabei erhalten geblieben sein. 1635 wurde der Tempel an der heutigen Stelle wieder aufgebaut.

## Anlage
Weit vor der eigentlichen Tempelanlage steht das erste Tor. Hinter dem zweiten Tor, das als Turmtor mit Glocke (鐘楼門, Kane-Rōmom; 1) erstrecken sich dann die Tempelgebäude. Die Haupthalle (本堂, Hondō; 2) wurde in der Meiji-Zeit wieder errichtet, dazu die Daishidō (大師堂; 3) die dem Tempelgründer geweiht ist und auch die Abtresidenz. Die heutige Haupthalle wurde 1994 prächtig aus Holz erbaut. Links vor der Haupthalle steht der „Jigan shitsumoku kyūsai Jizō“ (治眼疾目救済地蔵尊), also der „Augenkrankheiten heilende Jizō“. Vor der Treppe, die zur Daishidō führt, steht der „Mizuko-Jizō“ (水子地蔵), dem Heiligen, zu dem nach Fehlgeburten gebetet wird.

## Bilder

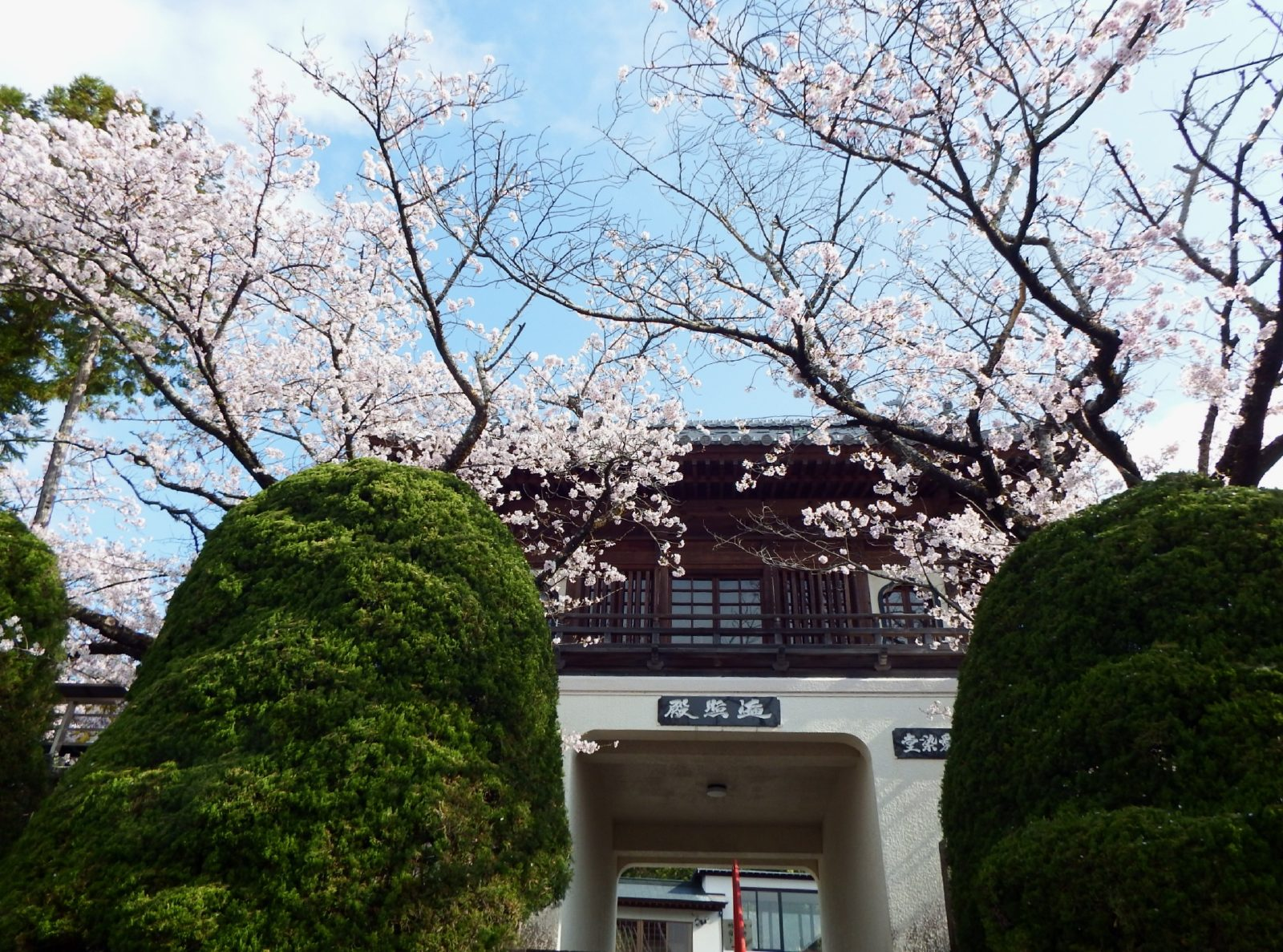
Erstes Tor
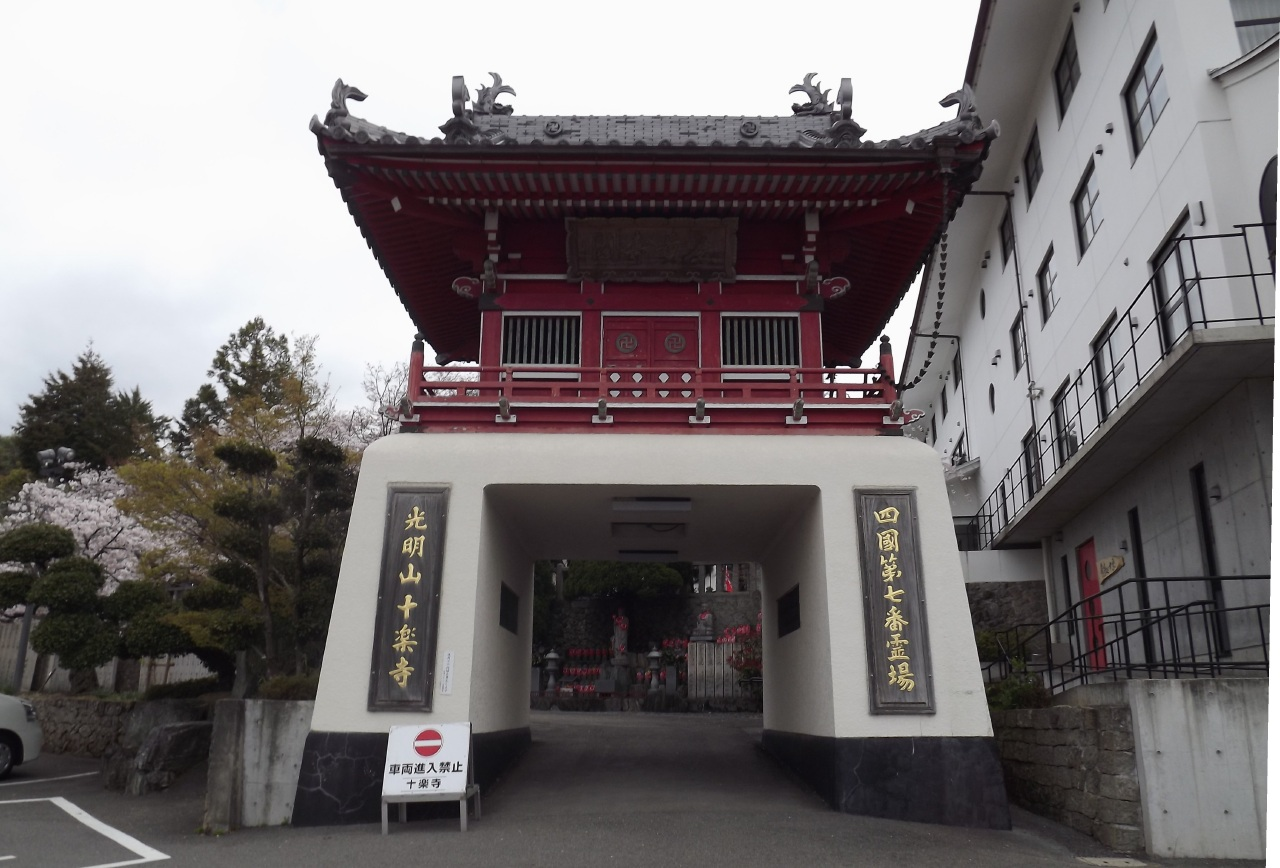
Zweites Tor
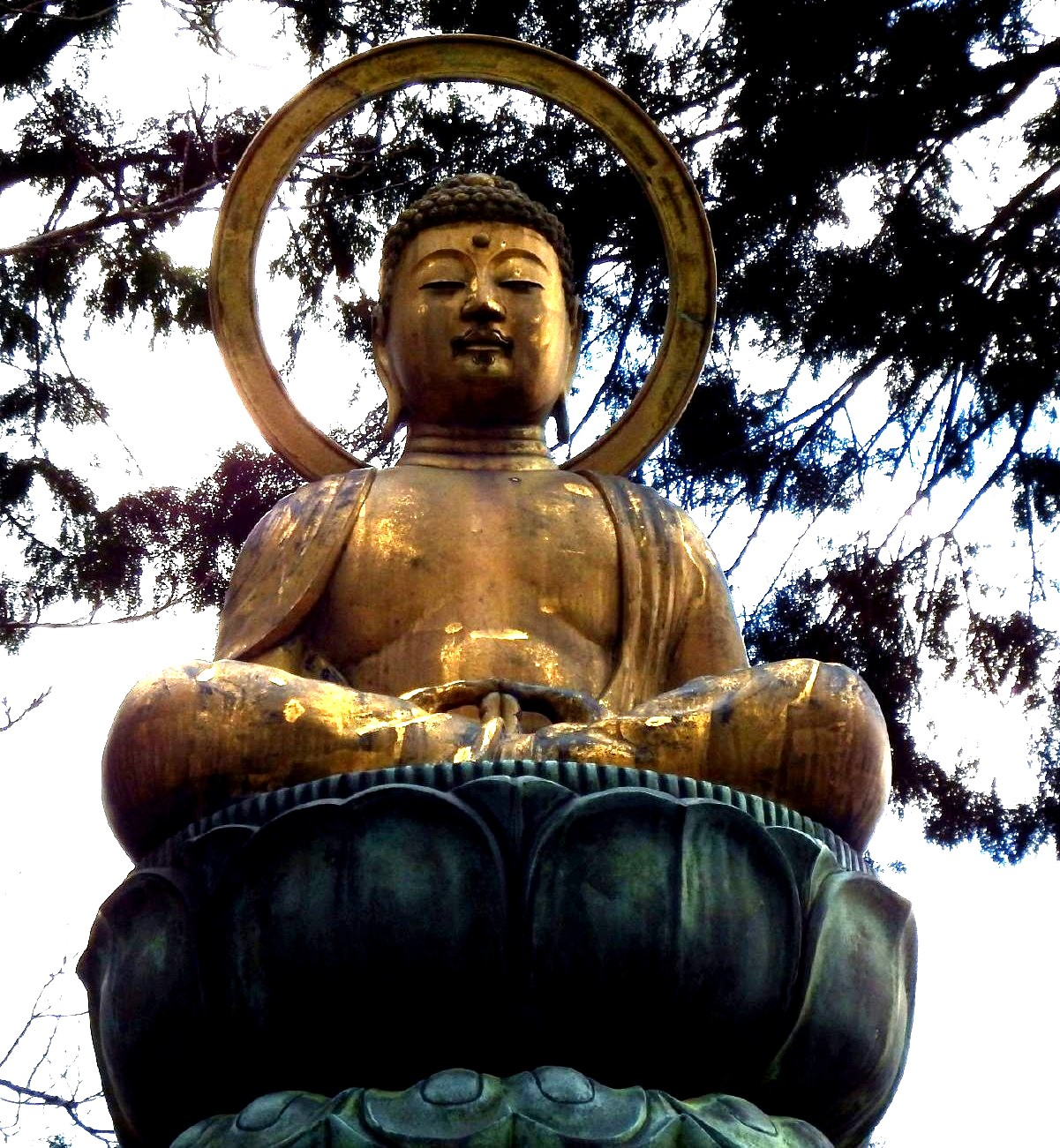
Kopie der Hauptkultfigur
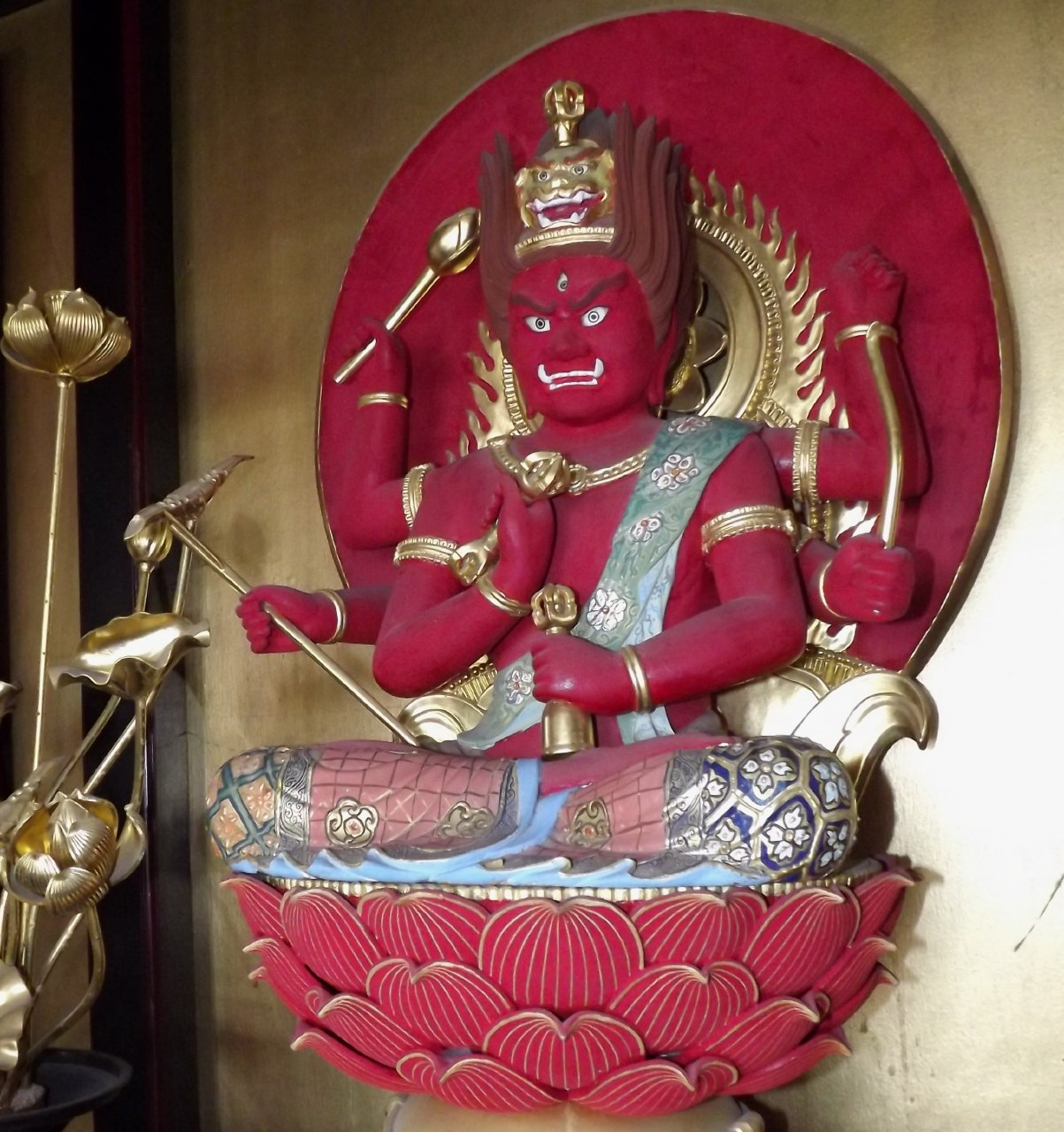
Aizen Myōō[A 1]
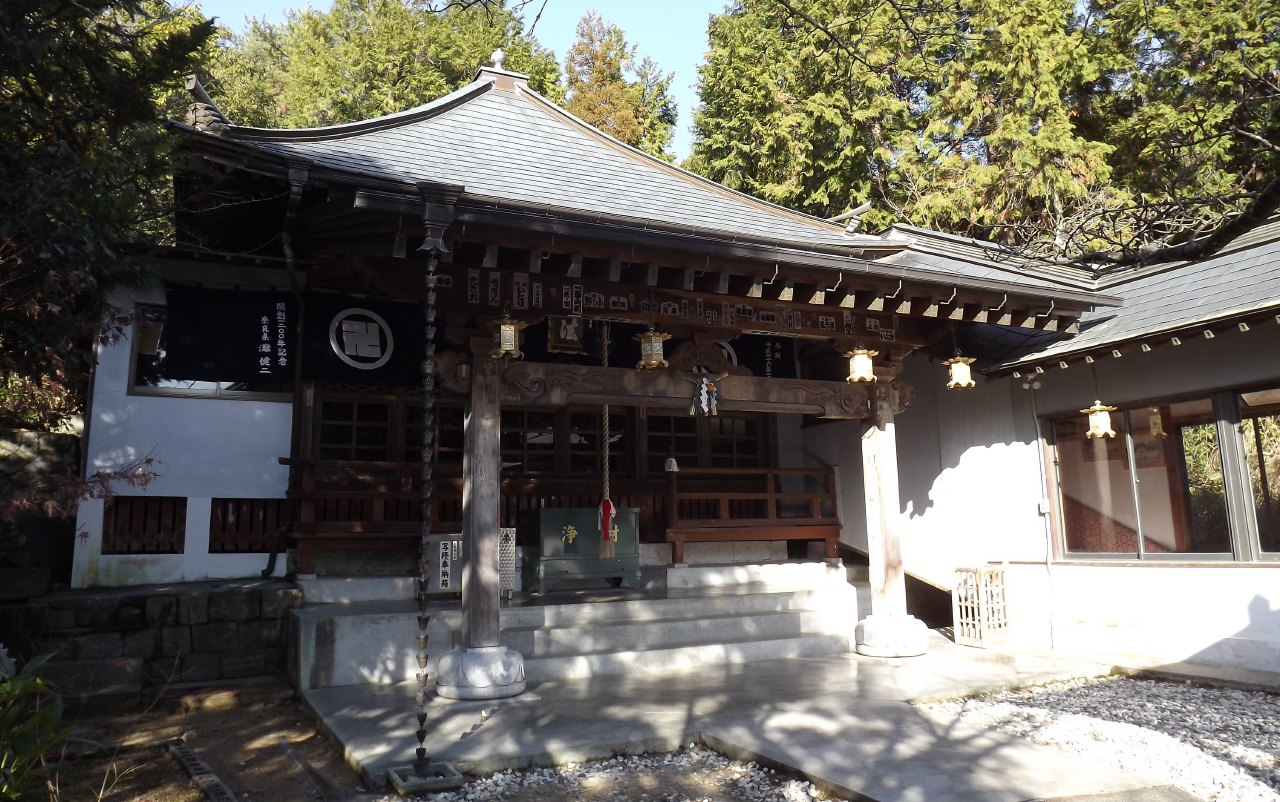
Daishidō
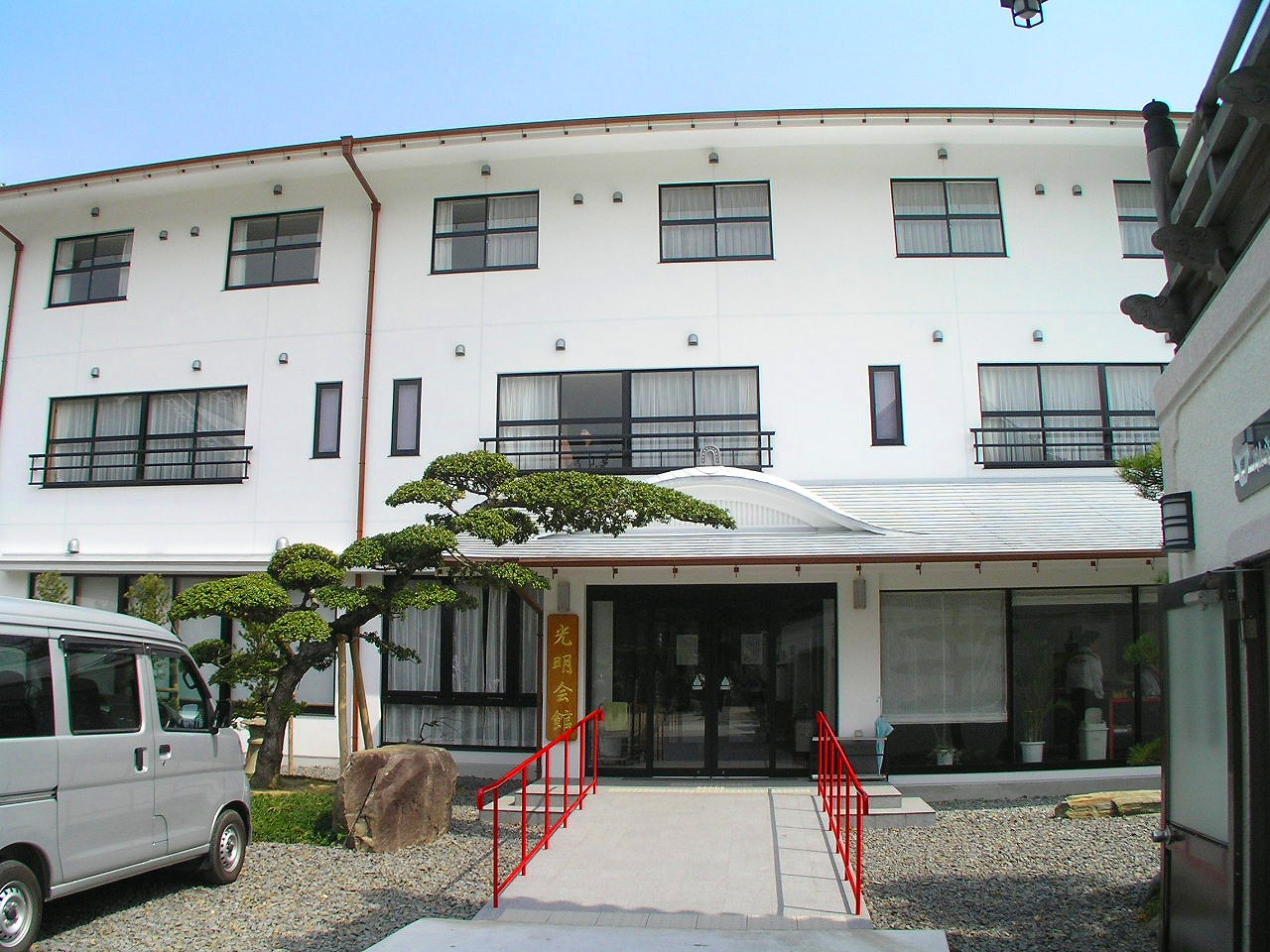
Pilgerunterkunft